# Jimi Mistry
Jimi Mistry (Scarborough, 1 januari 1973) is een Brits acteur.

## Leven
Mistry heeft een Indiase vader en een Ierse moeder. Hij is met zijn moeders rooms-katholieke geloof opgevoed. Hij woonde in High St. James in Cheadle Hulme (1985-1988) voordat hij met zijn familie verhuisde naar Cardiff. Hij volgde een opleiding aan de Birmingham School voor spraak en drama.
Mistry woonde samen met Meg Leonard vanaf 1993. Ze trouwden in 2001 en scheidde in maart 2010. Ze hebben één dochter.

## Carrière
Mistry speelde in vele films en series, zoals hoofdrollen in East is East, The Guru met Heather Graham en Marisa Tomei, Blood Diamond samen met Leonardo DiCaprio, Guy Ritchies RocknRolla, en Partition samen met Kristin Kreuk. Hij is te zien in de Warner Bros-film 2012 van regisseur Roland Emmerich. Hij speelde in 2009 in Exam van regisseur Stuart Hazeldine. In 2010 verscheen hij in It's a Wonderful Afterlife van Gurinder Chadha die in 2010 in première ging op het Sundance Film Festival.
In 2010 deed Mistry mee aan de Britse televisieserie Strictly Come Dancing.

## Filmografie
- East Is East (1999)
- Born Romantic (2000)
- The Mystic Masseur (2001)
- My Kingdom (2001)
- The Guru (2002)
- Things to Do Before You're 30 (2004)
- Ella Enchanted (2004)
- Dead Fish (2004)
- Touch of Pink (2004)
- The Truth About Love (2004)
- You Don't Have to Say You Love Me (2005)
- Blood Diamond (2006)
- Partition (2007)
- Nearly Famous (2007)
- RocknRolla (2008)
- Fiona's Story (2009)
- And the Beat Goes On (2009)
- 2012 (2009)
- Exam (2009)
- It's A Wonderful Afterlife (2010)
- The Festival Of Light (2010)
- The Arbor (2010)
- West is West (2010)
- Basement (2010)

## Televisie
- EastEnders (1998–2000)
- Bad Girls (2002)
- Footballers Wives (2005)
- Spooks (2005)
- Strictly Come Dancing (2010)
- Strike Back: Project Dawn (2011)
- Black Mirror (2011)

- Biblioteca Nacional de España: XX1668170
- Bibliothèque nationale de France: cb145458224 (data)
- Gemeinsame Normdatei: 142250856
- International Standard Name Identifier: 0000 0000 8151 8231
- Library of Congress Control Number: nr2003024313
- Nederlandse Thesaurus van Auteursnamen: 27150658X
- Virtual International Authority File: 71632502
- WorldCat: E39PBJrgGQvxYTwDXfWDPBwKVC